# Keck Antal
Keck Antal, Nagyszékelyi-Keck Antal (Gyönk, 1906. augusztus 4. – 1998. október 16.) magyar ügyvéd, nyilaspárti országgyűlési képviselő.

## Élete
A Tolna vármegyei Gyönkön született református vallásban. Középiskolái után a budapesti tudományegyetem hallgatója lett, ahol jogi tanulmányokat végzett – kitűnő eredménnyel –, ezek lezárásaként pedig jogi és államtudományi doktorátust szerzett. Aktív tagja – hosszabb időn át elnöke is – volt a Bethlen Gábor Körnek, illetve még fiatalon viszonylag hosszabb tanulmányutat tett Németországba.
Önálló ügyvédi praxisát 1933-ban nyitotta meg Siklóson. Röviddel később Baranya vármegye törvényhatósági bizottságának tagjává választották, illetve a vármegye tiszteletbeli ügyésze is lett. Ugyancsak már a húszas éveiben bekapcsolódott több szélsőjobboldali mozgalom tevékenységébe is; a vármegye egy törvényhatósági bizottsági ülésén felszólalt a Szociáldemokrata Párt feloszlatása és a zsidó sajtó letörése érdekében, illetve minden más nemzetellenes irányzat ellenében.
Az 1939-es országgyűlési választáson hasonlóan radikális programmal választották képviselővé a mohácsi egyéni választókerületben, a Nyilaskeresztes Párt színeiben. 
Mint rubindiplomás ügyvéd hunyt el 1998. október 16-án, temetése ugyanazon év október 31-én volt a gyönki temetőben.